# Mount Biliran
Mount Biliran, kortweg Biliran, is een fumarole actieve vulkaan op het Filipijnse eiland Biliran. De 1301 meter hoge vulkaan heeft de formatie van het eiland veroorzaakt.
De stenen komen uit het kwartair. De laatste eruptie was op 26 september 1939. De gevolgen waren aardverschuivingen en asregen in en rondom de Filipijnse gemeente Caibiran. Mount Biliran is een van de 21 actieve vulkanen op de Filipijnen.
De vulkaan was voor het laatst in 1956 onrustig geweest.
Het hoogste punt van de vulkaan is 1301 meter hoog. Mount Biliran ligt ten westen van Mount Suiro en ten oosten van de Filipijnse gemeente Naval.